# ملکه هفت‌تیر
ملکه هفت‌تیر (به هندی: Revolver Rani) فیلمی محصول سال ۲۰۱۴ و به کارگردانی سای کبیر شاریواستاو است. در این فیلم بازیگرانی همچون کانگانا رانوت، پیوش میشرا، ویر داس، ذاکر حسین، زیشان قادری ایفای نقش کرده‌اند.